# Schlagschuss

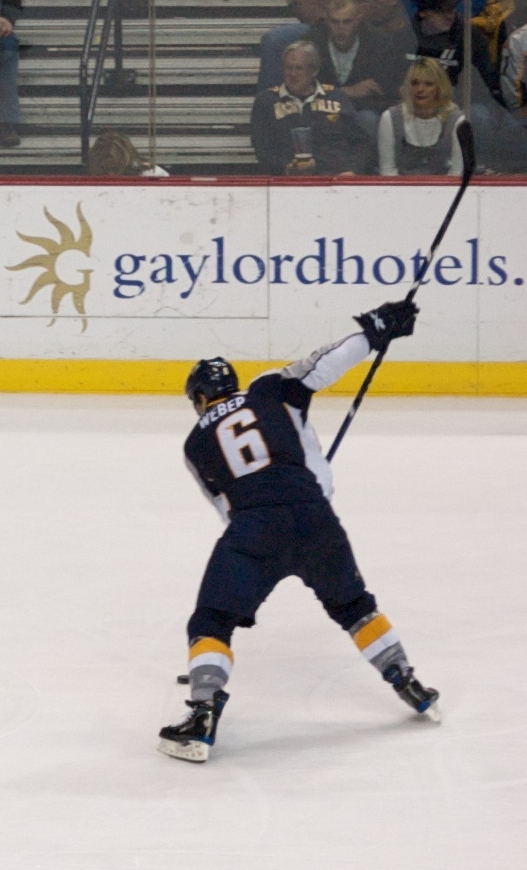
NHL-Spieler Shea Weber bei der Ausführung eines Schlagschusses

Der Schlagschuss (englisch slapshot) bezeichnet eine Schusstechnik im Eishockey. Bei korrekter Ausführung kann der Puck auf Spitzengeschwindigkeiten bis zu 175 Kilometer pro Stunde beschleunigt werden. Damit stellt der Schlagschuss die Schusstechnik dar, mit der am härtesten, jedoch nicht am präzisesten, geschossen werden kann. Als Erfinder dieser Technik gilt der frühere kanadische NHL-Spieler Bernie Geoffrion.
Die Ausführung eines Schlagschusses unterteilt sich in vier Phasen:
1. Der puckführende Spieler holt mit seinem Schläger hinter dem Rücken weit aus, bis sich die Kelle des Schlägers mindestens auf Höhe der Schulter befindet.
2. Im nächsten Schritt führt der Spieler den Schläger mit viel Schwung zurück, so dass die Kelle kurz vor dem Puck auf dem Eis aufkommt und in Richtung des Pucks weitergeführt wird. Daraufhin legt der Schütze sein Gewicht auf den Schläger, der sich dadurch biegt und wie eine Feder wirkt. Durch diese Federwirkung wird der Puck stark beschleunigt.
3. Nachdem der Schläger den Puck berührt hat, führt der Spieler den Schläger mit einer Hüftdrehung nach und verlagert die Energie weiter auf selbigen.
4. Präzision erhält der Schuss durch die jeweilige Führung des Schlägers auf das gewünschte Ziel.

Der Schlagschuss ist die härteste Möglichkeit einen Schuss abzugeben, jedoch durch die Ausführung nicht sonderlich präzise. Zudem benötigt man durch die Ausholbewegung viel Zeit und auch Platz, um einen Schussversuch auszuführen. Zumeist verwenden Verteidiger diese Schusstechnik von der blauen Linie bei Powerplay-Situationen, da ihnen durch die Überzahl ihres Teams genug Zeit und Raum zur Verfügung steht. Dabei treffen sie oft durch die Schnelligkeit des Schusses direkt ins Tor, da der Puck für den Torhüter nur schwer erkennbar ist, oder hoffen, dass durch einen Spieler vor dem Tor der Puck abgefälscht wird.